# Pierre Dominjon
 (juin 2021).
Si vous disposez d'ouvrages ou d'articles de référence ou si vous connaissez des sites web de qualité traitant du thème abordé ici, merci de compléter l'article en donnant les références utiles à sa vérifiabilité et en les liant à la section « Notes et références ».
Pierre Dominjon, né le 8 octobre 1910 à Belley et mort dans la même ville le 27 février 2003, est un des parlementaires à l'Assemblée nationale constituante française d'octobre 1945 (élu MRP de l'Ain). Il a également été député de l'Ain sous la Quatrième République.  

## Carrière
En avril 1946, le groupe MRP trouve judicieux de demander à ce jeune catholique, père d'une famille de cinq enfants et membre du Cartel d'action sociale et morale (une sorte de ligue de tempérance), d'être le rapporteur de la loi sur la prostitution communément et improprement appelée « loi Marthe Richard », qui, entre autres, permit la fermeture des maisons closes. Réélu à la seconde Assemblée constituante puis à l'Assemblée législative, il participe aux travaux de la Commission de la Constitution, puis de la Commission de la Justice dont il devient président en 1950. Durant cette législature, il est, entre autres, rapporteur de la nouvelle loi sur les loyers en 1949, puis, toujours avec le soutien du Cartel d'action sociale, obtient le vote de la loi du 16 juillet 1949 sur les publications destinées à la jeunesse.
Il manifeste au sein du MRP son désaccord avec le projet de loi électorale de mai 1951 prévoyant la possibilité d'apparentements entre listes ou groupes de listes qu'il juge relever de manœuvres tactiques à court terme plutôt que d'un véritable programme de gouvernement. 
De ce fait, il renonce à se représenter aux législatives de 1951 et reprend l'exercice de sa profession d'avocat au barreau de Belley. À la fin de l'année 1951, il est nommé membre du Conseil supérieur de la magistrature.
Il est candidat dans la deuxième circonscription de l'Ain aux élections de 1958 où il obtient la 4e position avec 18 % des voix,.
Paléontologue amateur éclairé, il donne son nom à une ammonite et cède par la suite sa riche collection de fossiles à l'université Claude-Bernard-Lyon-I. Il est mort à Belley le 27 février 2003.